# 長崎県道37号大村貝津線
長崎県道37号大村貝津線（ながさきけんどう37ごう おおむらかいづせん）は、長崎県大村市から諫早市に至る県道（主要地方道）である。

## 概要
長崎県大村市久原から諫早市貝津町に至る。起点・終点共に国道34号に接続する。大村湾沿いを経由する。

### 路線データ
- 起点：長崎県大村市久原（与崎交差点、国道34号交点）
- 終点：長崎県諌早市貝津町（貝津町交差点、国道34号交点）
- 総延長：11.9 km

## 歴史
- 1993年（平成5年）5月11日 - 建設省から、県道大村貝津線が大村貝津線として主要地方道に指定される[1]。
- 2023年（令和5年）1月25日 - 大村市陰平町で大雪により100台近くの車が立ち往生する事例が発生した[2]。

## 路線状況

### 道路施設

#### 橋梁
- 三鈴大橋（国道34号・大村線・鈴田川、大村市）
- 江川橋（大村市）
- 東大川橋（東大川、諫早市）

## 地理

### 通過する自治体
- 大村市
- 諫早市

### 交差する道路
| 交差する道路                          | 市町村名 | 交差する場所 | 交差する場所        |
| ------------------------------------- | -------- | ------------ | ------------------- |
| 国道34号                              | 大村市   | 久原         | 与崎交差点 / 起点   |
| 長崎県道257号大村外環状線             | 大村市   | 久原         |                     |
| 長崎県道125号諫早外環状線             | 諫早市   | 貝津町       | [ 注釈 1 ]          |
| 国道34号 国道57号 重複 国道207号 重複 | 諫早市   | 貝津町       | 貝津町交差点 / 終点 |

### 交差する鉄道
- 大村線
- 長崎本線

### 沿線
- 大村湾
- JR九州大村線 岩松駅
- 長崎県精神医療センター
- 三浦海水浴場
- 大村市立三浦小学校
- 長崎日本大学中学校・高等学校
- JR九州長崎本線 西諫早駅